# Hilda Watson
Hilda Watson (13 gennaio 1922 – 14 luglio 1997) è stata una politica canadese.
È stata la prima donna nella storia del Canada a guidare un partito politico che riuscisse a conquistare dei seggi elettorali. La Watson, dopo essere stata leader ad interim del Consiglio territoriale dello Yukon nel 1977, guidò lo Yukon Progressive Conservative Party nelle vittoriose elezioni territoriali del 1978. Fu il candidato conservatore nel distretto elettorale di Kluane, ma perse la corsa per il seggio contro la liberale Alice Mcguire, non potendo così diventare capo del governo. Alla guida del partito le successe Chris Pearson.